# Polyipnus
Polyipnus es un género de peces oceánicos con aletas radiadas el cual pertenece a la familia de los Sternoptychidae. Este es el más amplio género de la subfamilia Sternoptychinae y de hecho de toda la familia Sternoptychidae. No resultan tan apomórficos como sus parientes; aunque podría deberse a que en realidad el género es de hecho un ensamble parafilético de Sternoptychinae menos desarrollados y debería ser dividido.

## Especies
Actualmente se reconocen 32 especies en este género:
- Polyipnus aquavitus R. C. Baird, 1971 (Aquavit Hatchetfish)
- Polyipnus asper Harold, 1994
- Polyipnus asteroides L. P. Schultz, 1938
- Polyipnus bruuni Harold, 1994
- Polyipnus clarus Harold, 1994 (Slope Hatchetfish)
- Polyipnus danae Harold, 1990
- Polyipnus elongatus Borodulina, 1979
- Polyipnus fraseri Fowler, 1934
- Polyipnus indicus L. P. Schultz, 1961
- Polyipnus inermis Borodulina, 1981
- Polyipnus kiwiensis R. C. Baird, 1971 (Kiwi Hatchetfish)
- Polyipnus laternatus Garman, 1899
- Polyipnus latirastrus Last & Harold, 1994 (Combside Hatchetfish)
- Polyipnus limatulus Harold & Wessel, 1998
- Polyipnus matsubarai L. P. Schultz, 1961
- Polyipnus meteori Kotthaus, 1967

- Polyipnus nuttingi C. H. Gilbert, 1905 (Nutting's Hatchetfish)
- Polyipnus oluolus R. C. Baird, 1971
- Polyipnus omphus R. C. Baird, 1971
- Polyipnus ovatus Harold, 1994
- Polyipnus parini Borodulina, 1979
- Polyipnus paxtoni Harold, 1989 (Paxton's Hatchetfish)
- Polyipnus polli L. P. Schultz, 1961
- Polyipnus ruggeri R. C. Baird, 1971 (Rugby Hatchetfish)
- Polyipnus soelae Harold, 1994 (Soela Hatchetfish)
- Polyipnus spinifer Borodulina, 1979
- Polyipnus spinosus Günther, 1887 (Spiny Hatchetfish)
- Polyipnus stereope D. S. Jordan y Starks, 1904
- Polyipnus surugaensis Aizawa, 1990
- Polyipnus tridentifer McCulloch, 1914 (Three-spined Hatchetfish)
- Polyipnus triphanos L. P. Schultz, 1938 (Threelight Hatchetfish)
- Polyipnus unispinus L. P. Schultz, 1938

Los fósiles de este género demuestran que han existido al menos desde el oligoceno temprano, hace aproximadamente 30 millones de años.